# Carta de Carnaro
La Carta de Carnaro (Carta del Carnaro en italiano) era la constitución de la Regencia italiana de Carnaro, un gobierno efímero en Fiume (Rijeka), proclamada por Gabriele D'Annunzio el 8 de septiembre de 1920. Después del Tratado de Rapallo, D'Annunzio expulsó con fuerzas militares italianas en la Navidad de 1920 a las tropas de Fiume, y hacia el 31 de diciembre el Estado libre de Fiume había sido establecido. La Carta de Carnaro fue la constitución de ese nuevo Estado, llamada "la Constitución para el Estado libre de Fiume".
La constitución combinaba ideas anarquistas, sindicalistas revolucionarias, corporativistas, protofascistas y republicanas democráticas. D'Annunzio a menudo es visto como un precursor de los ideales y de las técnicas de fascismo italiano. Fue el coautor con el sindicalista Alceste De Ambris de la Constitución. De Ambris proporcionó el marco legal y político, al que D'Annunzio agregó sus habilidades como poeta. La carta es notoria por designar "la música" para ser el principio fundamental del Estado.
La Carta fue promulgada, a pesar de la opinión contraria de los líderes locales, a través de un discurso pronunciado por D'Annunzio desde el balcón del edificio de gobierno.
El estatuto presagiaba un modelo utópico de sociedad, basado en la era comunal (Etá comunale) y el corporativismo.

## Corporaciones
En la constitución estableció un estado corporativista, con nueve empresas que representan los diferentes sectores de la economía, donde la adhesión era obligatoria. Las nueve corporaciones fueron las siguientes:
- Trabajadores industriales y agricultores
- Pescadores
- Técnicos agrícolas e industriales
- Estudiantes y profesores
- Abogados y médicos
- Funcionarios públicos
- Cooperativa de trabajadores

## Impacto
Benito Mussolini fue influenciado por partes fascistas de la constitución y del estilo de liderazgo en su conjunto de D'Annunzio. A medida que el movimiento fascista llegó al poder en Italia, D'Annunzio se trasladó hacia ella y fue un estrecho colaborador de Mussolini. De Ambris, sin embargo, fue un firme oponente del fascismo, llamando al movimiento "un peón sucio".
- Datos: Q1081866